# Nhà nước Hyderabad
Nhà nước Hyderabad còn được gọi là Hyderabad Deccan (cách phát âmⓘ), là một phiên vương quốc nằm ở miền Trung Nam của Ấn Độ với thủ phủ là thành phố Hyderabad. Sau khi Cộng hoà Ấn Độ thành lập, nó được chia thành bang Telangana, vùng Hyderabad-Karnataka của bang Karnataka, và vùng Marathwada của bang Maharashtra.
Nhà nước được cai trị bởi các Nizam từ năm 1724 đến năm 1857, ban đầu họ là phó vương của Đế quốc Mogul trong coi vùng Deccan, vị trí tương tự như các Nawab của Bengal. Hyderabad dần trở thành phiên vương quốc đầu tiên dưới quyền tối cao của Đế quốc Anh sau khi ký một thỏa thuận liên minh phụ (Subsidiary alliance). Trong thời kỳ cai trị của Anh, vào năm 1901, bang này có doanh thu trung bình là 417.000.000 Rs (rupee bạc), khiến nó trở thành phiên vương quốc giàu có nhất ở Ấn Độ. Cư dân bản địa của Hyderabad Deccan, bất kể nguồn gốc dân tộc, được gọi là "Mulki" (người đồng hương), một thuật ngữ vẫn được sử dụng cho đến ngày nay.
Trong suốt thời kỳ Đế quốc Anh cai trị Tiểu lục địa Ấn Độ, Hyderabad ngoài là phiên vương quốc giàu có nhất, thì nó còn là phiên quốc có dân số đông nhất, với hơn 16.000.000 người và diện tích lớn thứ 2, chỉ xếp sau Phiên quốc Jammu & Kashmir.
Vương triều Nizam của Hyderabad đã tuyên bố là một chế độ quân chủ độc lập trong những năm cuối cùng của Đế quốc Anh cai trị Ấn Độ, để nhầm tránh khỏi bị sáp nhập vào Lãnh thổ tự trị Ấn Độ hoặc Lãnh thổ tự trị Pakistan khi người Anh trao trả độc lập. Sau sự phân chia của Tiểu lục địa Ấn Độ, Hyderabad đã ký một thỏa thuận bế tắc với Lãnh thổ tự trị Ấn Độ, và đồng ý mọi thoả thuận trước đó ngoại trừ việc đóng quân của quân đội Ấn Độ trong lãnh thổ của mình. Vị trí của Hyderabad ở giữa Ấn Độ, cũng như di sản văn hóa đa dạng của nó, là động lực thúc đẩy Ấn Độ sáp nhập nhà nước này bằng vũ lực vào năm 1948. Sau đó, Mir Osman Ali Khan, Nizam thứ 7 của Hyderabad, đã ký một văn kiện gia nhập Ấn Độ.

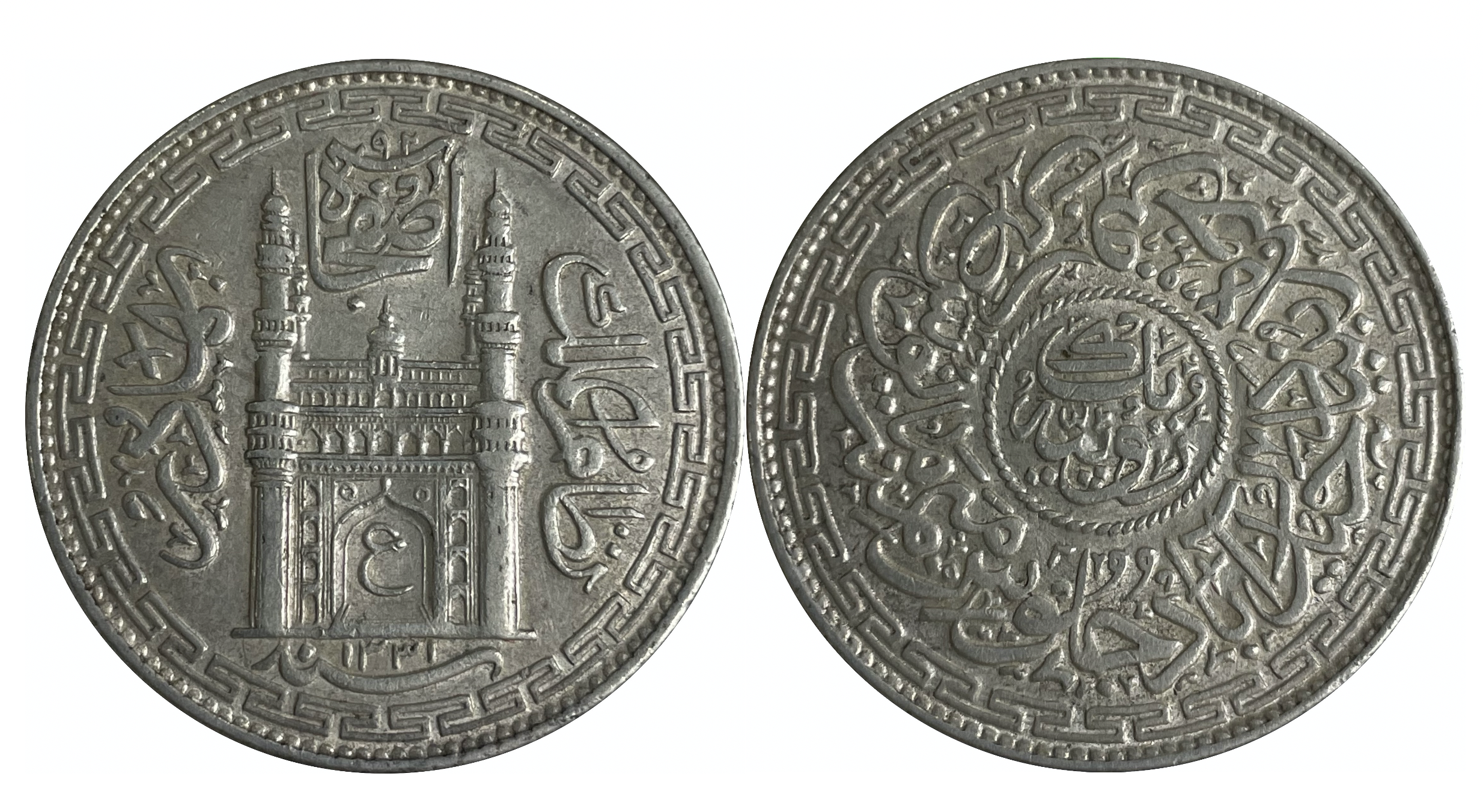
Xu bạc: 1 rupee của Nhà nước Hyderabad được đúc dưới thời trị vì của Mir Osman Ali Khan, 1913

## Lịch sử

### Lịch sử ban đầu
Nhà nước Hyderabad được thành lập bởi Mir Qamar-ud-din Khan, thống đốc của Deccan dưới thời thời Đế quốc Mogul từ năm 1713 đến năm 1721. Năm 1724, ông tiếp tục cai trị dưới danh hiệu Asaf Jah (do Hoàng đế Mogul Muhammad Shah ban tặng). Tước vị khác của ông gồm có Nizam ul-Mulk (Order of the Realm), trở thành tước vị "Nizam của Hyderabad" sau này. Vào cuối thời kỳ cai trị của mình, Nizam đã đưa lãnh thổ độc lập khỏi Đế quốc Mogul, và lập ra Vương triều Asaf Jahi.
Sau sự suy tàn của Đế chế Mogul, vùng Deccan đã chứng kiến sự trỗi dậy của Đế chế Maratha. Các Nizam của Hyderabad đã chứng kiến nhiều cuộc xâm lược của Maratha trong những năm 1720, để giữ bình yên cho lãnh thổ của mình, các Nizam đã phải trả một khoản Chauth (thuế) thường xuyên cho Maratha. Các trận chiến lớn diễn ra giữa Maratha và Nizam bao gồm trận Palkhed, trận Rakshasbhuvan và trận Kharda. Sau cuộc chinh phục Deccan của Baji Rao I, Nizam đã trở thành một phiên thuộc triều cống cho Maratha.
Từ năm 1778, một viên Thường trú Anh cùng với binh lính đã được đưa đến Hyderabad. Năm 1795, Nizam mất một số lãnh thổ của riêng mình vào tay Maratha. Các lợi ích lãnh thổ của Nizam từ Mysore với tư cách là đồng minh của Đế quốc Anh đã được nhượng lại cho người Anh để dùng làm chi phí duy trì binh lính đồn trú.

### Phiên vương quốc của Đế quốc Anh
Hyderabad là một lãnh thổ rộng 212.000 km2 (82.000 dặm vuông) thuộc khu vực Deccan, được cai trị bởi Vương triều Asaf Jahi, những nhà cai trị có tước hiệu là Nizam và người Anh tín nhiệm, ban tặng cho danh hiệu "His Exalted Highness". Nizam cuối cùng, Mir Osman Ali Khan, là người giàu nhất thế giới trong những năm 1930.
Năm 1798, Nizam Ali Khan, Asaf Jah II buộc phải ký một thỏa thuận đặt Hyderabad dưới sự bảo hộ của Anh. Ông là vị phiên vương đầu tiên của Tiểu lục địa Ấn Độ ký một hiệp định như vậy với người Anh. (Do đó, người cai trị Hyderabad đã được trao cho vinh dự: Được chào mừng bằng 23 phát súng trong thời kỳ Ấn Độ thuộc Anh).
Hyderabad dưới thời Nizam Ali Khan, Asaf Jah II là đồng minh thân cận của Anh trong Chiến tranh Maratha lần thứ hai và thứ ba (1803–05, 1817–19), các cuộc Chiến tranh Anh-Mysore, và trung thành với người Anh trong Khởi nghĩa Ấn Độ 1857 (1857–1958).
Con trai của ông, Sikander Jah, Asaf Jah III (được gọi là Sikandar Jah) cai trị từ năm 1803 đến năm 1829. Trong thời gian cai trị này, một "cantonment" của Anh (khu quân sự dùng để đồn trú quân lâu dài) đã được xây dựng ở Hyderabad và khu vực này được đặt tên để vinh danh ông, Secunderabad. Khu cư trú của Anh tại Koti cũng được xây dựng trong thời gian trị vì của ông bởi viên Thường trú Anh lúc bấy giờ là James Achilles Kirkpatrick.
Sikander Jah được kế vị bởi Asaf Jah IV, người trị vì từ năm 1829 đến năm 1857, và người kế vị tiếp theo là con trai của ông Asaf Jah V.

## Thư mực
- Benichou, Lucien D. (2000), From Autocracy to Integration: Political Developments in Hyderabad State, 1938–1948, Orient Blackswan, ISBN 978-81-250-1847-6
- Beverley, Eric Lewis (2015), Hyderabad, British India, and the World, Cambridge University Press, ISBN 978-1-107-09119-1
- Chandra, Bipan; Mukherjee, Aditya; Mukherjee, Mridula (2008) [first published 1999], India Since Independence, Penguin Books India, ISBN 978-0-14-310409-4
- Faruqi, Munis D. (2013), "At Empire's End: The Nizam, Hyderabad and Eighteenth-century India", trong Richard M. Eaton; Munis D. Faruqui; David Gilmartin; Sunil Kumar (biên tập), Expanding Frontiers in South Asian and World History: Essays in Honour of John F. Richards, Cambridge University Press, tr. 1–38, ISBN 978-1-107-03428-0
- Guha, Ramachandra (2008), India after Gandhi: The History of the World's Largest Democracy, Pan Macmillan, ISBN 978-0-330-39611-0
- Smith, Wilfred Cantwell (tháng 1 năm 1950), "Hyderabad: Muslim Tragedy", Middle East Journal, 4 (1): 27–51, JSTOR 4322137
- Ram Narayan Kumar (ngày 1 tháng 4 năm 1997), The Sikh unrest and the Indian state: politics, personalities, and historical retrospective, The University of Michigan, tr. 99, ISBN 978-81-202-0453-9
- Jayanta Kumar Ray (2007), Aspects of India's International Relations, 1700 to 2000: South Asia and the World, Pearson Education India, tr. 206, ISBN 978-81-317-0834-7
- Law, John (1914), Modern Hyderabad (Deccan), Thacker, Spink & Company
- Lynton, Harriet Ronken (1987), Days of the Beloved, Orient Blackswan, ISBN 978-0863112690
- Briggs, Henry George (1861), The Nizam, his history and relations with the British Government
- Dalrymple, William (2003) [1st pub. 2002]. White Mughals: love and betrayal in eighteenth-century India. Flamingo (HarperCollins). ISBN 978-0-14-200412-8.